# Лупандины
Лупандины — древний дворянский род.
Род внесён в Бархатную книгу. При подаче документов (25 января 1688) для внесения рода в Бархатную книгу, была предоставлена родословная роспись Лупандиных.
Происходит по преданию, от касожского князя Редеги (1022). От праправнука его Глеба пошли Глебовы. Яков Васильевич Глебов-Обедов, по прозванию Лупанда, был родоначальником старшей ветви Лупандиных. Лупандин Поликарп по прозванию Гость родоначальник младшей ветви рода.
Несколько Лупандиных были в XVII веке воеводами. Этот род Лупандиных внесен в VI часть родословных книг Вологодской, Новгородской и Псковской губерний.
Другой род Лупандиных восходит к середине XVI века и внесен в VI часть родословных книг Владимирской и Саратовской губерний Российской империи.

## Описание герба
В щите, имеющем серебряное поле изображён красный грифон, обращённый в правую сторону. Щит увенчан обыкновенным дворянским шлемом с дворянской короной на нём и пятью павлиньими перьями.
Намёт на щите серебряный подложен красным. Герб рода Лупандиных внесён в Часть 2 Общего гербовника дворянских родов Всероссийской империи, стр. 24.

## Известные представители
- Лупандин Богдан Поликарпович — служил под началом князя Д. М. Пожарского (1612), стольник, воевода: в Соликамске (1617), в Борисове (1618), в Тобольске (1626), московский дворянин (1627—1640).
- Лупандин Леонтий Богданович — воевода в Переслав-Залесском (1656).
- Лупандин Богдан — воевода в Мценске (1664—1665).
- Лупандин Малюта — воевода в Серпейске (1664—1665).
- Лупандин Максим Леонтьевич — московский дворянин (1671—1677), стольник (1686).
- Лупандины: Фёдор Леонтьевич, Андрей Богданович, Никифор Тихонович — стряпчие (1678—1692).
- Лупандины: Малюта Иванович и Семён Михайлович — московские дворяне (1680—1692).
- Лупандин Мелентий — воевода в Валуйках (1685—1686).
- Лупандины: Мелентий Леонтьевич и Степан Мелентьевич — стольники (1686—1692).
- Лупандин, Ефим Максимович — адмирал при Императорах Павле и Александре I[3][4][5][6].